# Непчано-ждрелни мишић
Непчано-ждрелни или палатофарингеални мишић (лат. musculus palatopharyngeus s. pharyngopalatinus) је парни мишић главе, који је постављен између меког непца и ждрела.
Припаја се на задњој ивици коштаног непца и горњој страни непчане апонеурозе, затим се спушта уназад, упоље и наниже иза непчаног крајника и потом се лепезасто шири и причвршћује на фиброзној ждрелној прегради и тироидној хрскавици гркљана. На свом путу до ждрела, средишњи део мишића образује слузокожни набор назван непчано-ждрелни лук, који гради бочну ивицу ждрелног сужења.
Инервација мишића потиче од гранчица ждрелног сплета, у чијој изградњи учествују језично-ждрелни живац, живац луталац и вратни симпатикус. Основна функција му је затварање задњег отвора усне дупље и подизање ждрела и гркљана током акта гутања.